# Miguel Castro
Miguel Ángel Rufino Castro Chumptíez, noto semplicemente come Miguel Castro (Lima, 16 agosto 1997), è un ex calciatore peruviano, di ruolo centrocampista.

## Caratteristiche tecniche
È un trequartista.

## Carriera

### Club
Ha esordito fra i professionisti il 3 ottobre 2015 disputando con il Dep. Santa Cruz l'incontro di Segunda División perso 1-0 contro il San Antonio Unido.

### Nazionale
Con la nazionale Under-20 peruviana ha preso parte al Sudamericano Under-20 2017.